# Örnsköldsviks station
Örnsköldsviks station är en nedlagd järnvägsstation som är belägen sydväst om centrala Örnsköldsvik.

## Historik
Stationen invigdes 1892 när järnvägen till Örnsköldsvik kom via en ny tvärförbindelse till Mellansel där järnvägen ansluter till stambanan genom övre Norrland. Stationen i Örnsköldsvik placerades i utkanten av staden och fick 1929 en ny hållplats i bruk som låg närmare stadsbebyggelsen. Denna hållplats fick heta Örnsköldsviks västra.
Den lokala persontrafiken Örnsköldsvik – Mellansel upphörde vid årsskifte 1986/1987. Den 25 maj 1989 upphörde persontrafiken helt i och med att sovvagnen Örnsköldsvik - Stockholm drogs in. Därefter är det bara godstrafik som förekommit på banan. Indirekt har persontrafiken återupptagits i och med invigningen av Botniabanan 2010, eftersom delar av den gamla sträckningen används också av Botniabanan.
Den gamla stationsbyggnaden finns alltjämt kvar men är spårlös och används inte längre för järnvägsändamål. Under en kortare period på 2000-talet användes den som kårhus för Umeå universitet. Den hyrs nu ut som kontorslokal till privata företag.

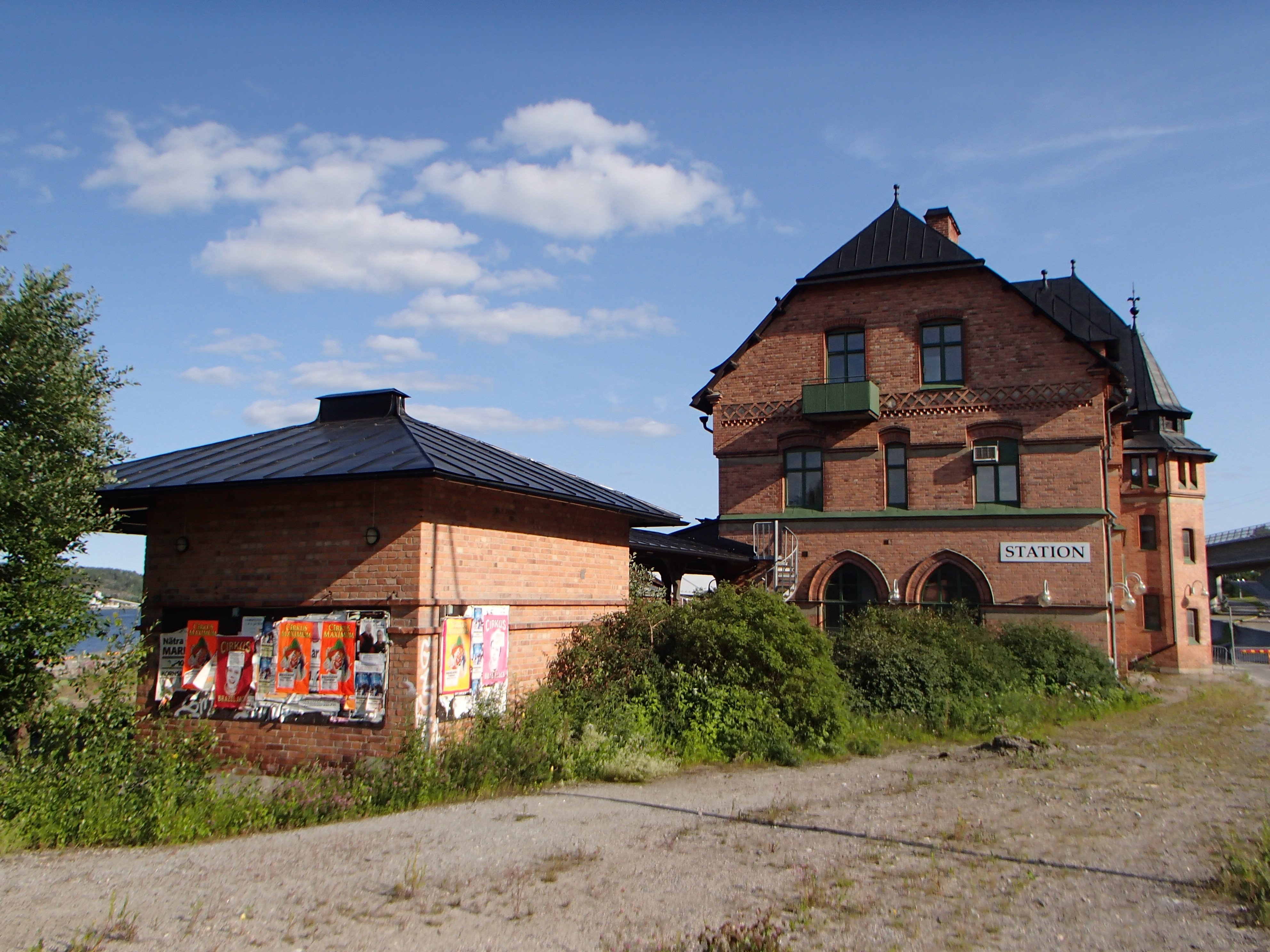
Stationshuset sett från vägen i riktning österut.

## Byggnaden
Stationshuset, som uppfördes till den nya statsbanans invigning 1892, byggdes med en för tiden hög standard. Den är en kraftfull tegelbyggnad med två våningar och valmat tak. Den invändiga takhöjden i byggnaden är drygt fem meter. Stationshuset uppfördes efter ritningar av arkitekt Folke Zetterwall. 
Byggnaden har drag av både nyrenässans och nygotik.